# 紫咲シオン
紫咲 シオン（むらさき シオン、英: Murasaki Shion、中: 紫咲 诗音）は、日本の元バーチャルYouTuber、バーチャルアイドル。ホロライブプロダクションの女性バーチャルYouTuberグループ・ホロライブの2期生。
2025年4月26日をもってホロライブを卒業した。

## 概要
誕生日は12月8日。身長145センチ。愛称は、「シオンちゃん」、「シオン」、「しおんたん」など。
キャラクターデザインはTam-U、3Dモデル制作はヒノイチ、新Live2D制作はrariemonnがそれぞれ担当。
ファンネームは「塩っ子（しおっこ）」。
カバー株式会社の谷郷元昭CEOによると、ちょっとヤンチャなところがいいなと思い、スカウトしたとのこと。

## 来歴

### 2018年
- 8月17日、YouTubeでの活動を開始[1][9]。

### 2019年
- 5月12日、3Dモデルを披露[10]。
- 12月31日、YouTubeのチャンネル登録者数が10万人を突破[11]。

### 2020年
- 1月2日、正月衣装を披露[12]。
- 7月28日、Live2D Ver.2.0を披露[13]。
- 11月23日、YouTubeのチャンネル登録者数が50万人を突破[14]。

### 2021年
- 5月末、喉の不調により約3週間ほど配信を休止。本人によればこの頃から喉に途切れるような痛みがあり、更に桐生ココが卒業したことを聞いたことで落ち込み、体調が悪化したことを配信にて語っている[15]。
- 12月4日、メイド風新衣装を披露[16]。

### 2022年
- 4月10日、YouTubeのチャンネル登録者数が100万人を突破[17][18]。

### 2023年
- 12月21日、配信活動とSNSといった一部の活動を当面の間休止することを発表。発表済みの今後のイベントに関しては本人と協議をしながら進めていくとしている[19]。

### 2024年
- 4月26日、Creepy Nutsの楽曲『Bling-Bang-Bang-Born』を歌ってみたというタイトルの動画で、約4ヶ月ぶりに動画を投稿した[20]。
- 8月17日、約7ヶ月ぶりにライブ配信に復帰し、配信活動を再開。本人は湊あくあの卒業の決定を受けたことがこのタイミングで戻ってきた理由だと配信で明かしている[21]。

### 2025年
- 3月6日の配信において、同年4月26日にホロライブを卒業することを発表[22][23]。
- 4月26日、卒業ライブを行い、活動を終了した[4][5]。ゲストには、ホロライブのメンバーに加えて、配信活動を終了した沙花叉クロヱも登場した[4]。

## 主な出演

### ライブ・イベント
- ニコニコ超会議2019 超bilibili Vupステージ（2019年4月27日、幕張メッセ）[24]
- V-RIZIN2019（12月29日、さいたまスーパーアリーナ コミュニティアリーナ特設ステージ）[25]
- VTuber最協決定戦 Ver.APEX LEGENDS Season2（2021年1月24日、渋谷ハル 公式YouTubeチャンネル）[26]
- hololive IDOL PROJECT 1st Live.『Bloom,』（2021年2月17日、ニコニコ生放送・SPWNにて無観客・有料オンライン配信[注 1]）[27]
- ホロポケカップ（2021年3月30日 - 3月31日、ニコニコ生放送）[28]

#### ホロライブ全体ライブ
- 「hololive 1st fes. ノンストップ・ストーリー」（2020年1月24日、豊洲PIT）[29]
- 「hololive 2nd fes. Beyond the Stage Supported By Bushiroad」STAGE1（2020年12月21日、ニコニコ生放送・SPWNにて無観客・有料オンライン配信）[30]
- 「hololive 3rd fes. Link Your Wish Supported By ヴァイスシュヴァルツ」DAY2（2022年3月20日、幕張メッセ）[31]
- 「hololive 4th fes. Our Bright Parade Supported By Bushiroad」DAY2（2023年3月19日、幕張メッセ）[32]
- 「hololive 5th fes. Capture the Moment Supported By Bushiroad」HoneyWorks stage（2024年3月17日、幕張メッセ）[33]
- 「hololive 6th fes. Color Rise Harmony」DAY1（2025年3月8日、幕張メッセ）[34][35]

### ゲーム
いずれも本人役での出演。
- アズールレーン（2019年）[36]
- ラクガキ キングダム（2021年）[37]

### インターネット番組
- まつりとシオンで『ポケモン ダイヤモンドパール』（2021年9月23日、ニコニコ生放送）[38]

### インターネットラジオ
- アニゲラ!ディドゥーーン!!!（2020年1月16日・1月23日、超!A&G+）[39]

### 玩具
- ホロなり シオンのすてきなステッキ（2024年、バンダイ）[40]

## タイアップ・コラボレーション
- ドン・キホーテ（2021年10月23日 - 11月21日） - 対象店舗でコラボグッズの販売が行われた他、自身を含めたホロライブタレント4名による店内放送が実施された[41][42]。
- 郵便局物販サービス（2021年11月1日 - 2022年1月7日） - ホロライブタレントとコラボした年賀はがきや限定グッズを発売した[43]。
- ジョイポリス（2022年1月） - コラボイベント第2弾『ホロライブ×ジョイポリス LOVELY PARTY』に参加した[44]。

## ディスコグラフィ
○出典：hololive（ホロライブ）公式サイト

### 紫咲シオン
| 発売日        | タイトル                     | 品番     | 出典   |
| ------------- | ---------------------------- | -------- | ------ |
| 2021年8月18日 | メイジ・オブ・ヴァイオレット | CVRD-065 | [ 45 ] |
| 2022年8月18日 | シャンデリア                 | CVRD-198 | [ 46 ] |
| 2023年8月18日 | シンデレラ・マジック         | CVRD-319 | [ 47 ] |
| 2024年1月13日 | リア充★撲滅運動              | CVRD-386 | [ 48 ] |
| 2024年12月8日 | ゴメンねメディスン           | CVRD-510 | [ 49 ] |
| 2025年4月26日 | シオン                       | CVRD-565 | [ 50 ] |

### hololive IDOL PROJECT
| 発売日         | タイトル                                            | 品番     | 出典          |
| -------------- | --------------------------------------------------- | -------- | ------------- |
| 2019年9月16日  | Shiny Smily Story                                   | CVRD-001 | [ 51 ] [ 52 ] |
| 2020年10月22日 | 今宵はHalloween Night!                              | CVRD-011 | [ 53 ] [ 54 ] |
| 2021年2月11日  | Dreaming Days                                       | CVRD-028 | [ 55 ] [ 56 ] |
| 2022年8月19日  | 飛んでK！ホロライブサマー                           | CVRD-199 | [ 57 ]        |
| 2022年8月22日  | ホロメン音頭                                        | CVRD-200 | [ 58 ]        |
| 2024年3月15日  | ホロライブ言えるかな？hololive SUPER EXPO 2024 ver. | CVRD-406 | [ 59 ]        |

| 発売日        | タイトル | 品番     | 出典   |
| ------------- | -------- | -------- | ------ |
| 2021年4月21日 | Bouquet  | HOLO-001 | [ 60 ] |

### 魔法少女ホロウィッチ！
| 発売日        | タイトル              | 品番     | 出典   |
| ------------- | --------------------- | -------- | ------ |
| 2024年5月31日 | はじまりの魔法-charm- | CVRD-428 | [ 61 ] |
| 2024年8月25日 | On your side          | CVRD-460 | [ 62 ] |

### その他の参加作品
| 発売日         | タイトル     | アーティスト                      | 品番       | 出典   |
| -------------- | ------------ | --------------------------------- | ---------- | ------ |
| 2022年12月20日 | リップシンク | 紫咲シオン × ラプラス・ダークネス | TFDS-00854 | [ 63 ] |

| 発売日         | タイトル                               | アーティスト          | 出典          |
| -------------- | -------------------------------------- | --------------------- | ------------- |
| 2020年7月10日  | #幻想郷ホロイズム                      | 宝鐘マリン            | [ 64 ]        |
| 2021年12月28日 | アカシア・シンドローム                 | 紫咲シオン            | [ 65 ] [ 66 ] |
| 2022年8月13日  | 告白実行委員会 -FLYING SONGS- 恋してる | HoneyWorks            | [ 67 ]        |
| 2024年2月27日  | ほろはにヶ丘高校 -Originals-           | hololive × HoneyWorks | [ 68 ]        |